# Okno w Zamczysku
Okno w Zamczysku – jaskinia, a właściwie schronisko, w Dolinie Kościeliskiej w Tatrach Zachodnich. Ma dwa otwory wejściowe znajdujące się w Organach, powyżej Jaskini Zimnej, poniżej jaskiń Zamczysko Niżnie i Zamczysko Wyżnie, na wysokości 1206 i 1198 metrów n.p.m. Długość jaskini wynosi 9 metrów, a jej deniwelacja 8 metrów.

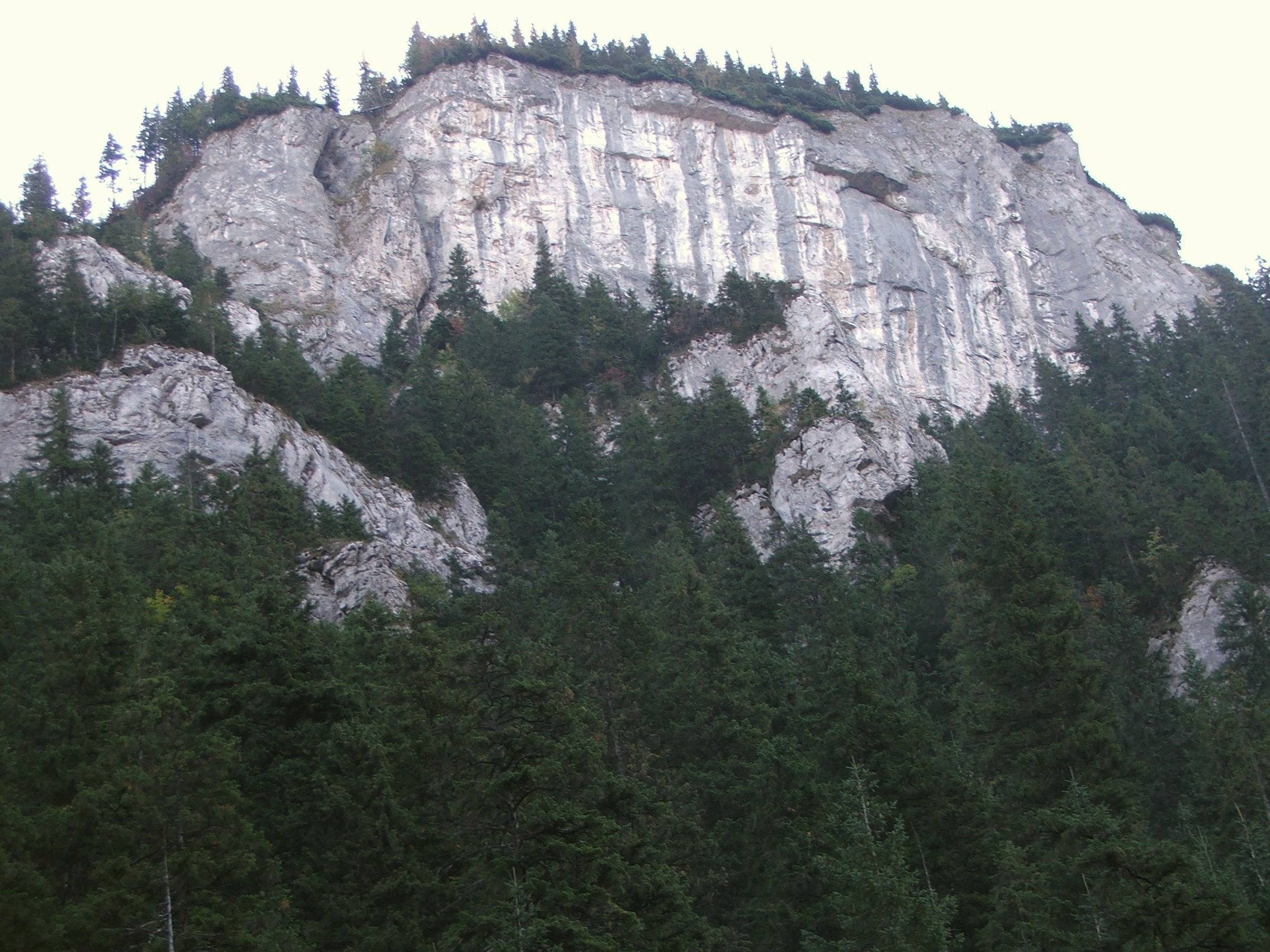
Organy w Dolinie Kościeliskiej

## Opis jaskini
Jaskinię stanowi bardzo stromo opadający, szeroki korytarz między dwoma obszernymi otworami wejściowymi. Był on prawdopodobnie częścią jaskini Zamczysko Wyżnie.

## Przyroda
W jaskini brak jest nacieków. Na ścianach występuje roślinność zielona i porosty.

## Historia odkryć
Jaskinia była znana od dawna. Pisał już o niej Jan Gwalbert Pawlikowski w 1885 roku i Stefan Zwoliński w 1934 roku. Jej pierwszy plan i opis sporządziła I. Luty przy pomocy D. Rackiego i P. Rynkowskiego w 1993 roku.